# Doclin
Doclin (en hongrois : Doklény) est une commune du județ de Caraș-Severin en Roumanie.